# Fatoumata Dembele Diarra
Fatoumata Dembele Diarra (ur. 15 lutego 1949), prawniczka z Mali.
Specjalistka prawa humanitarnego oraz ochrony praw kobiet i dzieci, była m.in. narodowym dyrektorem administracji sędziów w Mali oraz prezesem izby karnej Sądu Apelacyjnego w Bamako. Wiceprezydent Międzynarodowej Federacji Kobiet Prawniczek.
Została wybrana jako sędzia ad litem przy Międzynarodowym Trybunale Karnym ds. Zbrodni w Byłej Jugosławii i pracowała przy jednej ze spraw trybunału. W lutym 2003 została wybrana na sędziego Międzynarodowego Trybunału Karnego (na kadencję 9-letnią).
Autorka wielu publikacji oraz uczestniczka programów badawczych i konferencji naukowych, m.in. prowadziła badania w ramach seminarium organizowanego przez Międzynarodową Federację Kobiet Prawniczek "Porządek prawny na poziomie międzynarodowym".